# グレート・ウェスタン本線
グレート・ウェスタン本線（グレート・ウェスタンほんせん、英語: Great Western Main Line）は、ロンドンパディントン駅から西へ西部イングランド、南ウェールズ方面へ結ぶイギリスの幹線鉄道路線である。ロンドンパディントン駅と、ブリストルのブリストル・テンプル・ミーズ駅を結んでいる。主要な支線となるサウス・ウェールズ本線は、スウィンドンの西側で分岐してスウォンジまでを結んでいる。「グレート・ウェスタン」という用語は、ネットワーク・レールおよびその他のイギリス鉄道業界の組織により、より広い一群の路線網を指すためにも使われることがある。
核となるロンドン-ブリストル間の路線は、1948年以前はグレート・ウェスタン鉄道の路線であり、その後イギリス国鉄西部局（ウェスタン・リージョン）となり、現在はネットワーク・レールの路線網の一部となっている。
路線を2016年までに電化する計画がある。サウス・ウェールズ本線、チャーウェル・バレー線およびレディング-トーントン線のニューベリーまでもその後電化する計画となっている。

## 歴史
グレート・ウェスタン本線は、イザムバード・キングダム・ブルネルにより設計され、7フィート0.25インチ（2,140ミリメートル）の広軌の複線として、グレート・ウェスタン鉄道により1838年から1840年にかけて順次開通した。線形がとても水平で直線的であったことから、「ブルネルのビリヤード台」などと呼ばれた。
1854年から1875年にかけて段階的に、4フィート8.5インチ（1,435ミリメートル）の標準軌の列車の運転を可能とするために、三線軌条とする3本目のレールの追加が行われた。三線軌条の導入は以下の通り行われた。
- ロンドン - レディング間（1861年10月1日）
- レディング - ディドコット間（1856年12月22日）
- ディドコット - スウィンドン間（1872年2月）
- スウィンドン - シングリー・ジャンクション/チッペナム間（1874年6月）
- シングリー・ジャンクション - バサンプトン間（1875年3月16日）
- バサンプトン - ブリストル間（1874年6月）、ブリストル駅周辺地区（1854年5月29日）

広軌は1892年まで使用された。かつて広軌であった名残は今でもあちこちで見ることができ、通常よりも広い橋となっていたり、通常の6フィートではなく10フィートの線路間隔となっていたりする。
当初複線で建設されたが、1877年から1899年にかけて一部区間が複々線化された。
- パディントン - サウスオール間（1877年10月1日）
- サウスオール - ウェスト・ドレイトン間（1878年11月25日）
- ウェスト・ドレイトン - スラウ間（1879年6月1日）
- スラウ - メイデンヘッド橋の東側（1884年9月8日）
- メイデンヘッド橋 - レディング間（1893年6月4日）
- レディング駅（1899年）
- レディング - パングボーン間（1893年7月30日）
- パングボーン - チョルシー・アンド・マウルスフォード間（不明）
- チョルシー・アンド・マウルスフォード - ディドコット間（1892年12月27日）

ディドコットからスウィンドン、ブリストルまでの区間も断続的に複々線区間が存在する。
1900年に発生した、5人が死亡したスラウ鉄道事故により、機関車と客車に装備されていた真空ブレーキが改良され、1908年には自動列車制御装置 (ATC) が導入された。
1914年に第一次世界大戦が勃発すると、グレート・ウェスタン鉄道は他のイギリスの主要鉄道同様に政府の管理下に置かれ、戦後はビッグ・フォーと呼ばれる四大鉄道会社に再編されて、グレート・ウェスタン鉄道もその一角を占めることになった。第二次世界大戦中は再び政府の管理下に置かれ、その後1948年に国有化されてイギリス国鉄となった。
1970年代には、インターシティー125の導入のために路線の最高速度が引き上げられた。
1977年に、議会の国有産業に関する委員会ではイギリスの鉄道網のさらなる電化の検討を推奨し、1979年までにイギリス国鉄は、グレート・ウェスタン本線で2000年までにパディントンからスウォンジまでを含む、一連の電化オプションを提案した。1976年から1979年までのジェームズ・キャラハン労働党政権を引き継いだ、1979年から1990年までのマーガレット・サッチャー保守党政権では、この提案は実行されなかった。
2008年8月に、レディング - ロンドン間の緩行線にある多くの制限速度が引き上げられ、路線の86パーセントで90マイル毎時（140 km/h）での走行が可能になると発表されたが、しかし2008年12月のダイヤでは緩行線を走る列車の駅間所要時間は、計時を改良するために引き下げられている。

## 経路
グレート・ウェスタン本線が通る地域としては、西ロンドン（アクトン、イーリング、ハンウェル、サウスオール、ヘイズ、ハーリントン、ウェスト・ドレイトンなど）、アイヴァー、ラングレー、スラウ、バーナム、タプロー、メイデンヘッド、トワイフォード、レディング、タイルハースト、ゴアリング＝オン＝テムズ、ストリートリー、チョルシー、ディドコット、スウィンドン、チッペナム、バース、ケインシャム、ブリストルがある。
ロンドンからディドコットまでは、路線はテムズ川の峡谷に沿って走り、途中有名なメイデンヘッド橋を含めてテムズ川を3回渡る。スウィンドンを過ぎると、列車はスウィンドン蒸気鉄道博物館を通り過ぎる。ウートン・バセットからブリストルまでは、ボックストンネルを経由するものとブリストル・パークウェイ駅を経由するものの、2つの経路がある。
ウェセックス本線を通る経路もあるが、ブラッドフォード・ジャンクションでの折り返しが発生するため、動力分散式の列車にのみ適しており、あるいはニューベリーを経由するレディング - バース間の列車が通ることになる。グレート・ウェスタン本線の列車は時折、レディングからレディング-トーントン線をウェストベリー駅まで通り、そこからウェセックス本線を通って、チッペナムやバース・スパへ向かうことがある。ブリストル以遠では、一部の列車がブリストル-エクセター線に直通してウェストン＝スーパー＝メア駅またはそれ以遠まで走ることがある。
以下の路線は、ネットワーク・レールによってグレート・ウェスタン本線（ルート13）の一部として管理されている。ディドコット - オックスフォードおよびウースター（チャーウェル・バレー線およびコッツウォルド線経由）、スウィンドン - チッペナム・スパ（ゴールデン・バレー線経由）、スウィンドン - カーディフおよびスウォンジ（サウス・ウェールズ本線経由）、バーミンガム以南のクロス・カントリー・ルートとすべての連絡する支線群。

## 運行
本線の都市間列車と地域輸送列車はグレート・ウェスタン・レールウェイ（GWR）が運行している。ロンドン・パディントン駅からブリストル・テンプル・ミーズ駅までの間で急行列車が停車するのは、スラウ、レディング、ディドコット・パークウェイ、スウィンドン、チッペナム、バース・スパおよびケインシャムである。ただしすべての列車がこれらのすべての駅に停車するわけではなく、特にスラウ、ディドコット、ケインシャムは一部のみである。
パディントンからロンドン・ヒースロー空港までは、速達列車のヒースロー・エクスプレスと普通列車のヒースロー・コネクトが運行されている。
クロスカントリーが運行するレディングとオックスフォードの間の列車は、ディドコットからグレート・ウェスタン本線のレディングまで乗り入れる。またサウスウェスト・トレインズはバースとブリストルの間で少数の列車を運行している。
GWRはこの他に、パディントン駅と南ウェールズのカーディフ中央駅を結ぶ列車を30分おきに運転しており、このうち1時間に1本はスウォンジまで直通する。スウォンジやカーディフではフィッシュガード・ハーバー駅と結ぶアリーヴァ・トレインズ・ウェールズのボートトレインに連絡し、さらにその列車からアイルランドのロスレア・ユーロポートまでのステナラインの船に連絡している。ロンドン・パディントン駅からロスレア・ユーロポートまで統一されたダイヤになっており、通しの乗車券も提供されている。日曜日も含めて毎日双方向に日中と夜間の便が設定されている。これに加えて夏季の週末には、アイルランドへの船便に連絡するペンブローク・ドックまで直通の2-3本のファースト・グレート・ウェスタンの列車が設定される。

## 設備
ロンドンとディドコットの間は複々線になっており、速度で区分されており本線 (main lines) の北側に緩行線 (relief lines) が敷かれている。多くの小駅では緩行線にあるプラットホームのみ使用している。ディドコットからロイヤル・ウートン・バセットまでは、速い列車が遅い列車を追い抜けるように待避線がいくつも設定されている。この区間はどちらの路線でも双方向に走れるように信号設備が設計されているが、実際に使用されるのは保線作業や工事などの際か、片方の線路で大きなダイヤ乱れが発生した場合だけである。
この路線は、パディントン駅からヒースロー空港への路線が分岐するヘイズの近くの分岐点までの12マイル（約19キロメートル）の区間が交流25 kV架空電車線方式で電化されているだけで、それ以外は非電化である。
路線の最高速度は125マイル毎時（約201 km/h）である。パディントンからレディングまでの緩行線は現在のところ90マイル毎時（約140 km/h）に制限されており、そこからディドコットまでは100マイル毎時（約160 km/h）である。多くの場所でより低い速度制限が設定されている。この路線はネットワーク・レールの所有路線の中でATPを設置している2路線のうちの1本であり、もう1本はチルターン本線である。

## 車両
- 43形「HST」（英語版）
- 57形（英語版）
- 150形「スプリンター」
- 153形「スーパー・スプリンター」（英語版）
- 158形「エクスプレス・スプリンター
- 159形「サウス・ウェスタン・ターボ」（英語版）
- 165形「ネットワーカー・ターボ」（英語版）
- 166形「ネットワーカー・ターボ・エクスプレス」
- 180形「アデランテ」（英語版）
- 220形「ボイジャー」（英語版）
- 221形「スーパーボイジャー」
- 332形
- 360形「デジロ」

## 改良計画
グレート・ウェスタン本線は現在、ネットワーク・レールにより50億ポンドを費やした近代化計画が実施されている。
レディング駅では大規模な再開発が行われており、新しいプラットホーム、入口、跨線橋、エレベーターなどが建設されている。
スウォンジ駅では、コンコースの拡大、新たな入口、コンコースとプラットホームを区切る新たな壁、新しいカフェや店舗などを含む再開発が行われることになっている。
また大規模な更新工事がレディングとトーントンを基地として推進中である。

### 空港分岐点以西の電化
クロスレールの一環として、空港への分岐点からメイデンヘッドまでのグレート・ウェスタン本線は電化が計画されているが、多くの発表と遅れがあり、2011年3月の政府の発表では、ロンドンからカーディフまでと、ブリストル・パークウェイおよびブリストル・テンプル・ミーズを結ぶ区間も同時に電化されることになっている。

### 他の将来計画
ネットワーク・レールはERTMSの車内信号をグレート・ウェスタン本線に導入する計画をしている。これは高速列車が140マイル毎時（約225 km/h）で走行する前提条件となる。信号設備の更新作業の一部またはすべては、電化工事とともに行われる。
スウィンドンでは線路容量増加のために4本目のプラットホームを増設する計画がある。
クロスレールの列車はメイデンヘッドで折り返す計画になっているが、運輸省はグレート・ウェスタン本線の電化によりメイデンヘッドから西へ延長運転し、当初よりレディング折り返しで運行する検討をしている。現在パディントン駅に発着する近郊列車の一部は新しいクロスレールの運行に移行する計画であり、これによってパディントン駅の地上設備の容量をいくらか空けることになっている。
2016年までには、スウィンドンとロンドン・ヒースロー空港を直接結ぶ計画がある。また、近年の町の発展に伴って、コーシャムに再び駅を設置するという提案もある。コーシャム駅は旅客営業を1965年に廃止している。
より不確実な計画としては、レディングにおける信号設備改良と容量拡張計画がある。また複々線をディドコットからスウィンドンまで延長するという計画もあり、これにはミルトンで西行きの緩行線を北側から南側に入れ替える立体交差を含んでいる。バース - ブリストル間では運転間隔の短縮のための信号設備改良計画がある。地域の団体では、バースとブリストルの間のソルトフォード駅を電化と同時に再開業させる運動を行っている。
西側からヒースロー空港へのアクセスは現時点では将来構想に留まっており、レディングからヒースロー・エアトラックの構想で直接結ぶ将来計画がある。これは、グレート・ウェスタン本線の南側の経路を使う予定になっている。レディング駅と、ヒースロー空港への分岐点となるウェスト・ドレイトン駅近くまでが非電化であったことが制約となっていたため、路線が電化されることによりレディングからヒースローまでのアクセスは改善される。
ネットワーク・レールは、2017年から2035年にかけて都市間高速鉄道計画の一環として投入される新しい車両の導入とともにATPをETCSレベル2で置き換える意図がある。
クロスレール計画の一環として、パディントンからウェスト・ドレイトンまで空港支線を含めて12マイルについて信号設備を改良することになっている。

## 事故

### スラウ事故
1900年6月のスラウ事故では、パディントン発ファルマス・ドックス行き急行列車が2か所の停止信号を冒進し、ウィンザー行き普通列車と衝突した。旅客5人が死亡し35人が重傷を負った。

### イーリング事故
1973年12月19日のイーリング事故では、パディントン発オックスフォード行きの列車が脱線した。旅客10人が死亡し、94人が負傷した。事故の原因は、52形ディーゼル機関車のバッテリー箱のカバーが緩んでおり、落下して線路脇の設備に当たって進行中の列車の直下の分岐器を転換させてしまったことであった。

### サウスオール事故
1997年のサウスオール事故では7人が死亡し139人が負傷して、また一般からの鉄道の安全への信頼を崩壊させた。グレート・ウェスタン・トレインズは、この事故の時にそうであったように、自動列車警報装置が機能しない状態で高速列車を長距離走行させたことで、150万ポンドの罰金を科された。

### ラッドブルック・グローブ列車衝突事故
1999年のラッドブルック・グローブ列車衝突事故では、双方の列車の運転士を含めて31人が死亡し、520人以上が負傷した。これはグレート・ウェスタン本線上で最悪の事故となっている。テムズ・トレインズはこの事故に関連して、健康と安全に関する法律に違反したとして200万ポンドの罰金を科された。事故当時の線路管理者レールトラックの後継であるネットワーク・レールは、事故に関して1974年労働健康安全法の義務に反したとして有罪となった。2007年3月30日に罰金400万ドルを科され、費用22万5000ポンドを払うように命じられた。